# Opisthothylax immaculatus
Opisthothylax immaculatus es una especie de anfibios de la familia Hyperoliidae. Es monotípica del género Opisthothylax.
Habita en Camerún, República Democrática del Congo, Guinea Ecuatorial, Gabón, Nigeria, posiblemente Angola, posiblemente República Centroafricana y posiblemente República del Congo.
Su hábitat natural incluye bosques tropicales o subtropicales secos y a baja altitud y ríos.
Está amenazada de extinción por la pérdida de su hábitat natural.